# Fichier INI
Pour les articles homonymes, voir INI.
En informatique, un fichier INI est un fichier de configuration dans un format de données introduit par les systèmes d'exploitation Windows en 1985. Par convention les noms de ces fichiers portent l'extension « .ini ».

## Histoire
Le format a été introduit par Microsoft avec le système d'exploitation Windows 1.0 en 1985. L'utilisation de ce format de fichier s'est tout d'abord répandue parmi les logiciels qui fonctionnent sur ce système d'exploitation, puis plus tard sur des logiciels fonctionnant sur d'autres systèmes d'exploitation, tels que ceux de la famille Unix.
Depuis la sortie du système d'exploitation Windows NT, en 1993, Microsoft a beaucoup diminué l'utilisation de ce format pour ses propres logiciels. Les paramètres de configuration sont alors placées dans une base de données — la base de registre — en lieu et place de fichiers INI.

## Description du format
Les fichiers INI sont des fichiers texte : ils peuvent être manipulés avec un logiciel courant de type éditeur de texte.
Les fichiers sont divisés en sections. Chaque section comporte un certain nombre de paramètres de configuration. Chaque section commence par un titre placé entre crochets « [ » et « ] ».
La valeur de chaque paramètre de configuration est indiquée par une formule : paramètre = valeur.
Les fichiers peuvent contenir des commentaires. Les commentaires sont souvent utilisés pour décrire les paramètres et les valeurs à introduire. Ils sont précédés d'un point-virgule ou plus rarement d'un croisillon.

### Exemple de fichier INI
```
; Last modified 15 July 2010 by Juan Dona

[owner]

name
=
juan dona

organization
=
cablage ideal

[database]

; use IP address in case network name resolution is not working

server
=
192.0.2.42
     

port
=
143

file
 
=
 
"acme payroll.dat"

```

## Usages de fichiers INI
Pour les versions postérieures à Windows 3.x, Microsoft a remplacé la plus grande partie de ses fichiers d'initialisation (*.ini) par la base de registre. Néanmoins, Microsoft continue à utiliser un grand nombre de fichiers .ini, les plus connus étant :
- boot.ini : voir NTLDR ;
- desktop.ini : personnalisation de l'affichage dans un répertoire par l'explorateur ;
- odbc.ini : qui est aussi le nom d'une clé de la base de registre ;
- system.ini et win.ini qui étaient utilisés pour configurer certaines versions de Windows (jusqu'aux 9x).

Ce format est aussi utilisé pour des logiciels non Microsoft, par exemple :
- php.ini pour PHP ;
- my.ini pour MySQL.

De nombreux langages de programmation permettent de lire (et modifier) un fichier ayant ce format, par exemple : C++ (avec la bibliothèque Qt entre autres), .NET, Python, Perl, Tcl, etc.
Certains logiciels utilisent des fichiers de configuration en XML ou en JSON, ces formats étant plus riches et plus stricts. Il y a également le format TOML qui est une implémentation enrichie et formalisée du format INI. 

## Utilitaire de configuration système
L'utilitaire de configuration système (Msconfig) est un outil fourni avec différentes versions de Windows permettant de modifier certains paramètres du système, dont certains sont stockés dans des fichiers au format INI.
La version fournie avec Windows XP offre une interface graphique pour modifier et vérifier les fichiers boot.ini, system.ini et win.ini.

### APIdans les différents langages de programmation
Voici quelques API proposant des moyens de lecture d'un fichier INI :
- iniParser : parseur pour le langage C
- Glib : parseur pour le langage C
- Boost PropertyTree : parseur C++, de type header-only (en)
- LeoINI : parseur pour C++
- ini4j : parseur pour Java
- ConfigParser : parseur pour Python
- (en) « Accueil du projet Config::IniFiles », sur SourceForge.net. : parseur pour Perl